# サンタ・ジュスタのリフト

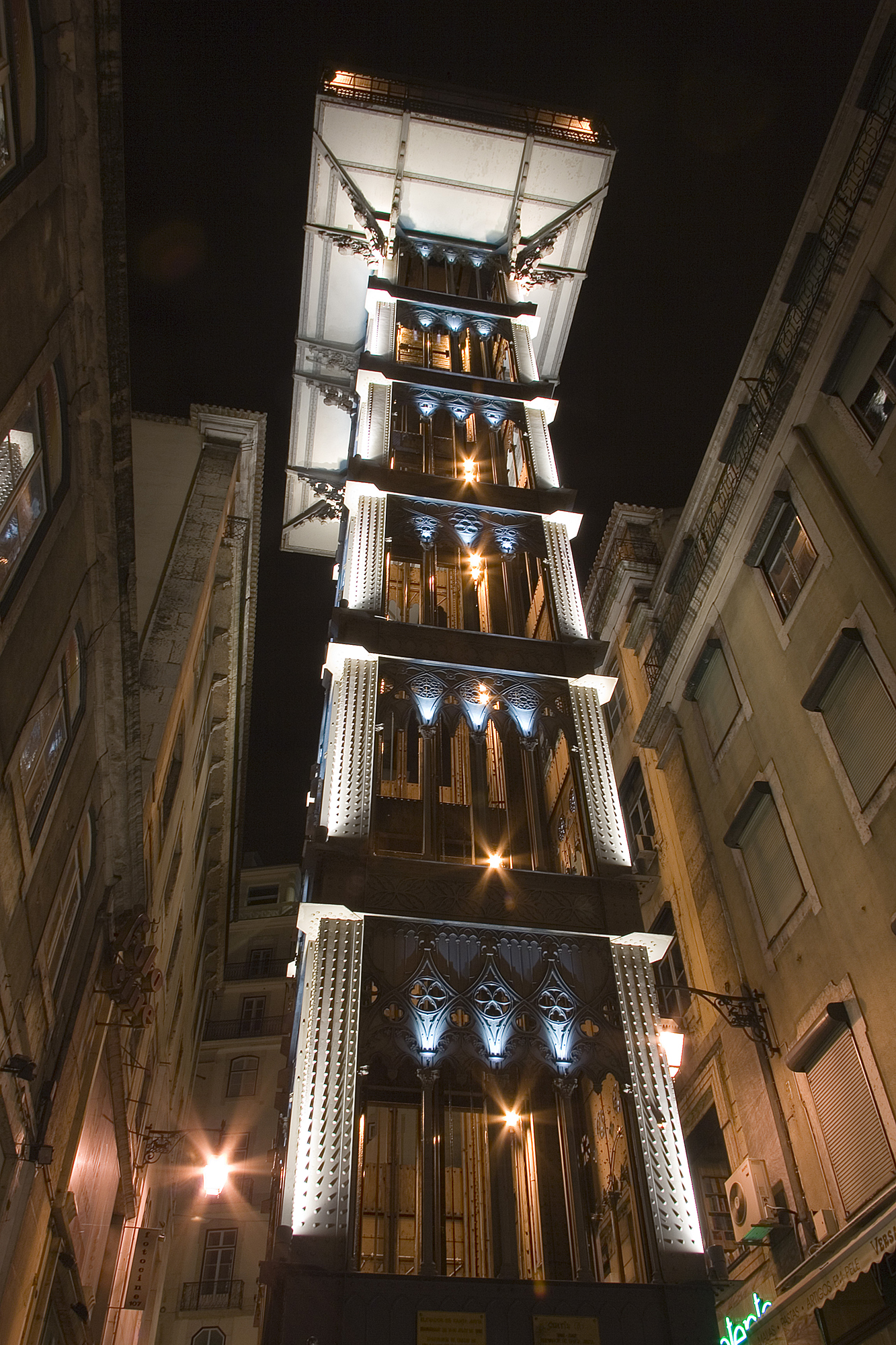
サンタ・ジュスタのリフト

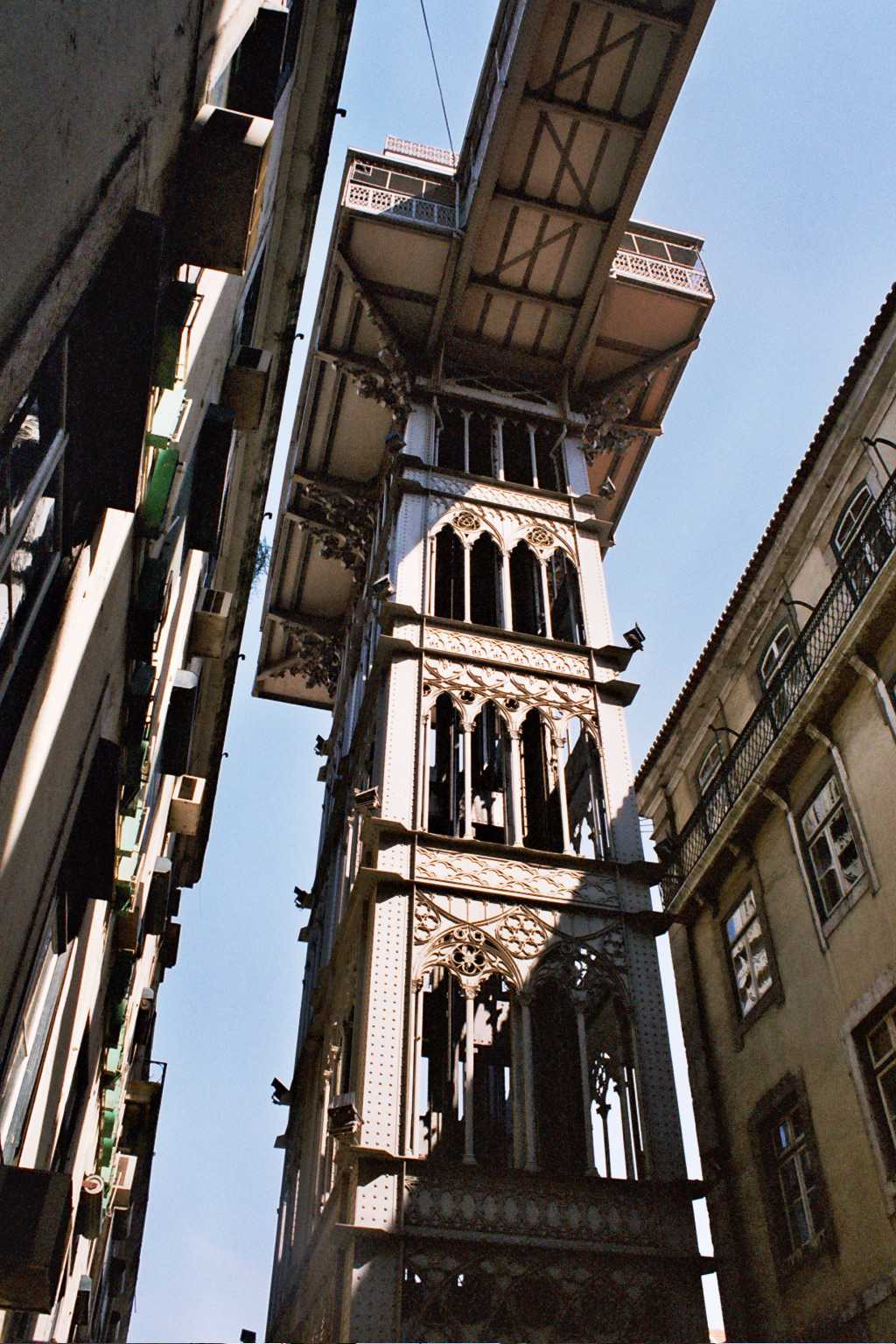

サンタ・ジュスタのリフト （Elevador de Santa Justa）は、ポルトガル・リスボンのカルモ通りにあるリフト（エレベーター）。通称「カルモのリフト」（Elevador do Carmo）。カルモ広場の登り坂で、バイシャ・ポンバリーナの通りとつなぐ。リスボンの観光名所の一つ。
サンタ・ジュスタのリフトを設計したのは、フランス系でポルト生まれのエンジニア、ラウル・メスニエル・デ・ポンサルドである。建設は1900年に始まり1902年に終わった。
リフトは高さ45メートルあり鉄製である。ポルトガルではこの建築様式の典型である。金属構造は隣のジュングエイラにある会社で組み立てられた。どの階も、異なるパターンのゴシック・リヴァイヴァル建築様式で装飾されている。最上階はらせん面体のはしご段で上る。テラスからはサン・ジョルジェ城、ロシオ広場、隣のバイシャ・ポンバリーナ地区の素晴らしい眺めが楽しめる。2つのエレベーター・ブースがある。どちらも内装は木製で、1台におよそ24人が乗れる。リスボンにある都市リフトの中で、サンタ・ジュスタは唯一縦型で垂直に立つ。他のものはリスボンの急勾配を上るためのケーブル式である。サンタ・ジュスタ・リフトの外観から、多くの人がギュスターヴ・エッフェルが建てたと勘違いしている。